# فرانك ميتشيل (مقدم تلفزيوني)
فرانك ميتشيل (بالإنجليزية: Frank Mitchell)‏ هو مقدم تلفزيوني بريطاني، ولد في 24 يوليو 1963.